# Jüdischer Hochzeitsring
Ein jüdischer Hochzeitsring ist ein Ring, der in einer Trauung nach jüdischem Ritual verwendet wird.

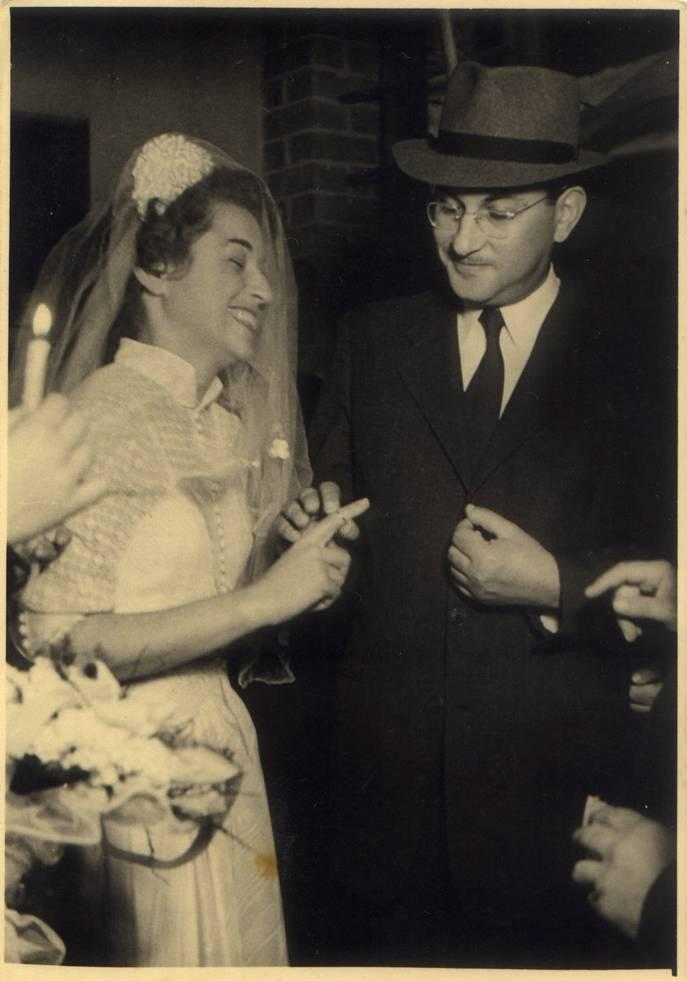
Aufstecken des Rings auf den Zeigefinger (Historisches Foto, Israel 1952).

## Das Aufstecken des Rings
Die Braut und der Bräutigam stehen in Gegenwart zweier Zeugen und des Rabbiners unter dem Traubaldachin (Chuppa). Sie trinken einen Schluck Wein; der Bräutigam wendet sich an die Braut und spricht die Formel:  
הֲרֵי אַתְּ מְקֻדֶּֽשֶׁת לִי בְּטַבַּֽעַת זוּ כְּדַת מֹשֶׁה וְיִשְׂרָאֵל
Harei at mequddeschet li beṭabaʿat su kedat Mosche weJisraʾel
„Du bist mir mit diesem Ring angeheiligt nach der Religion Mose und Israels.“ 
Das ist der einzige Satz, den der Bräutigam während des Rituals sprechen muss. Damit steckt er den Ring auf den Zeigefinger der rechten Hand der Braut. Diese Handlung symbolisiert nicht die Eheschließung, sondern vollzieht sie.
Es findet also kein Ringwechsel statt. (Bei einer egalitären Trauung übergibt auch die Braut dem Bräutigam einen Ring.)

## Die Eigenschaften des Rings nach der Halacha
Im Sinne des Religionsgesetzes „erwirbt“ der Bräutigam die Braut mit Edelmetall, d. h., der Ring muss einen gewissen Wert darstellen. Deshalb soll der Ring aus Gold sein, aus einem Stück gegossen, ohne Verzierungen und ohne Schmucksteine. Auch muss der Bräutigam Eigentümer des Rings sein, sonst ist die Ehe nicht rechtsgültig.
Es ist nicht erforderlich, aber im Laufe der Zeit üblich geworden, dass der Bräutigam einen zweiten Ring gekauft hat, den er sich selbst aufsteckt; beide Ringe sollen gleichwertig sein. Im orthodoxen Judentum ist es allerdings unüblich, dass Männer Eheringe tragen.

## Hochzeitsringe im Laufe der Geschichte
Die „Erwerbung“ der Braut geschah in talmudischer Zeit noch nicht mit einem Ring, sondern mit Geld. Im europäischen Mittelalter kam dann der Brauch auf, dass der Bräutigam der Braut im Rahmen des Rituals einen Ring aufsteckte; und in einem nachfolgenden Schritt ersetzte der Ring, so er bestimmte Voraussetzungen erfüllte (siehe oben), die Übergabe von Geld. Das heißt, die ältesten jüdischen Hochzeitsringe müssen noch nicht der Halacha entsprechend aus Gold ohne Verzierungen sein, weil sie noch nicht zur „Erwerbung“ dienten.

### Jüdische Hochzeitsringe in Schatzfunden

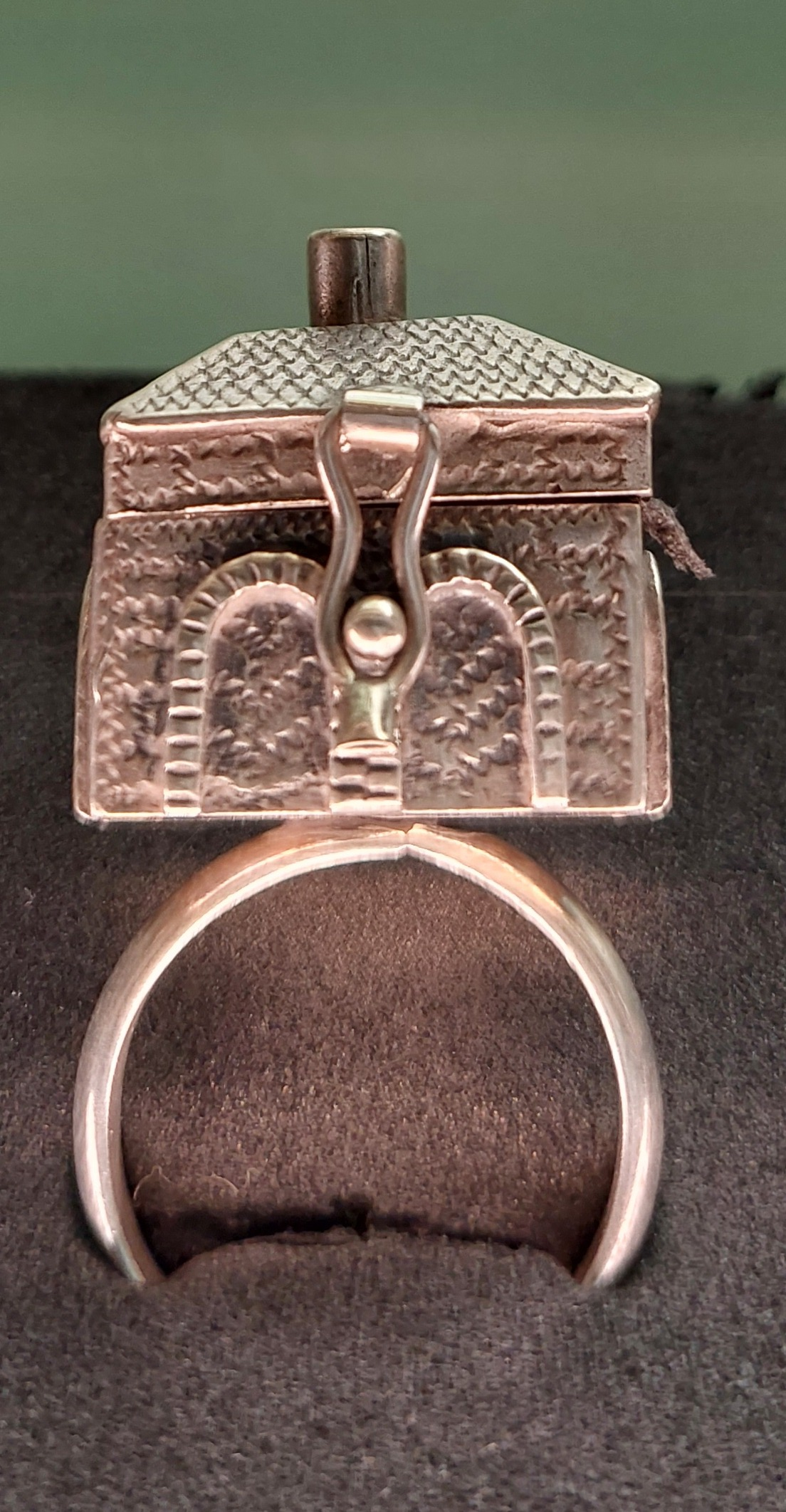
1878

Zu mittelalterlichen Fundkomplexen von Münzen und Schmuckstücken gehört manchmal auch ein jüdischer Hochzeitsring; diese Zuschreibung erfolgt wegen der hebräischen Inschrift מזל טוב (Masal tov, d. h. „viel Glück!“ – eine übliche Gratulation bei einer jüdischen Trauung). Die Ringe sind in der Regel aus Gold und tragen einen Aufsatz in Form eines Tempelchens, das den Jerusalemer Tempel symbolisiert. Man nimmt an, dass solch ein Ring nur während des Traurituals getragen wurde und Eigentum der jüdischen Gemeinde war. Ein Zusammenhang der Deponierungen mit den Pestpogromen ist wahrscheinlich. Bekannte Beispiele:
1. Jüdischer Hochzeitsring aus Erfurt
2. Ring im Schatz von Colmar
3. Ring im Schmuckfund von Weißenfels

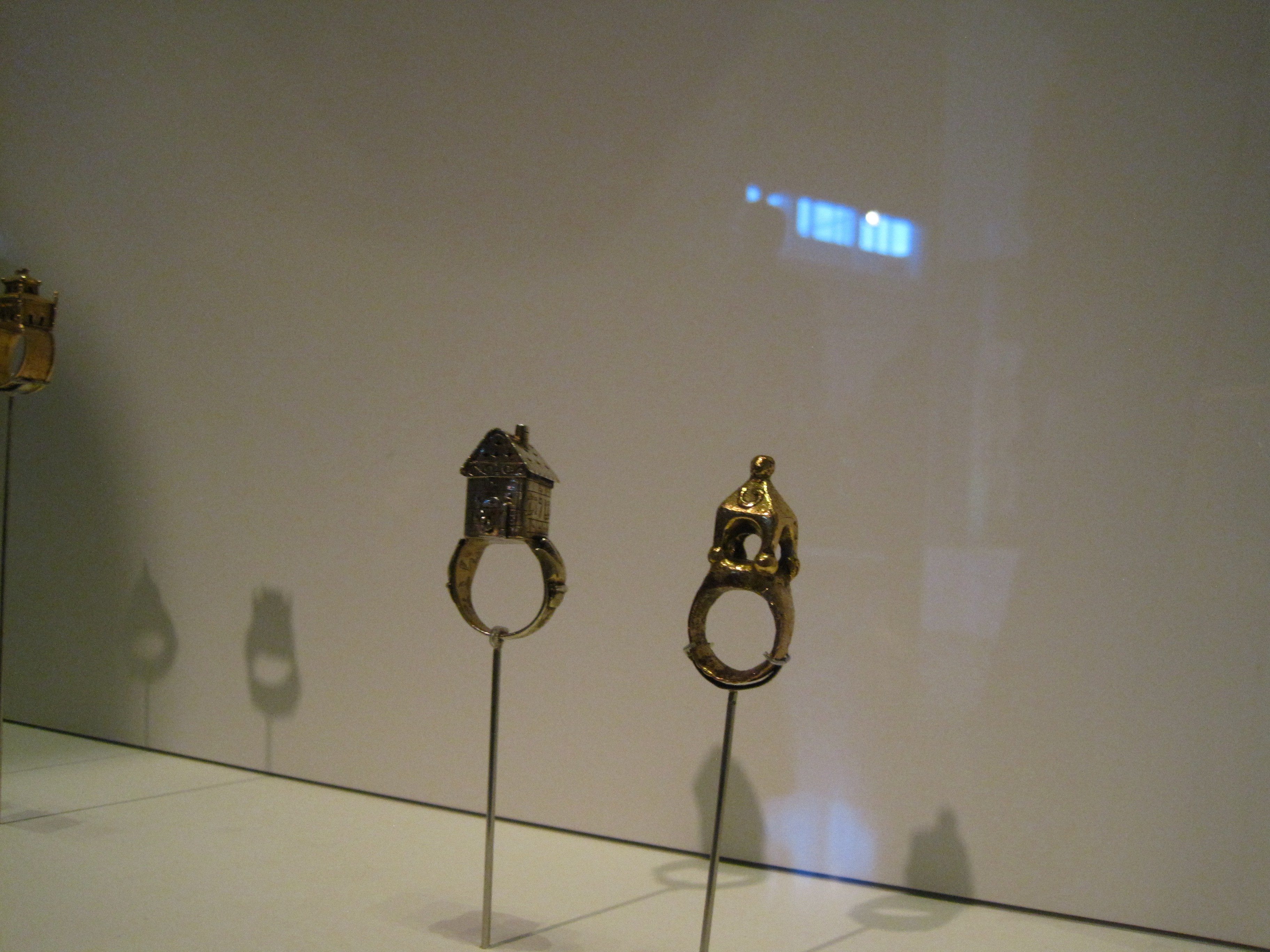
Hochzeitsringe in der Judaica-Sammlung des Israel-Museum, Jerusalem.

### Ringe des 16. Jahrhunderts
Die Form des Ringes mit der Inschrift מזל טוב und einem Miniatur-Gebäude als Aufsatz war weiterhin beliebt, wie ein goldener Ring in der Schatzkammer der Residenz in München zeigt. In diesem Fall handelt es sich um einen „fünftürmigen, von Voluten gerahmten Aufbau.“
Das Historische Museum der Pfalz in Speyer besitzt einen Ring anderen Typs, der aus Südwestdeutschland stammt. Es ist ein 1,1 cm breiter Reif, aus Bronze gefertigt und vergoldet. Außer der Inschrift מזל טוב hat er als Schmuckelemente auf drei Seiten goldene Krönchen und auf der vierten Seite ein aufgeschlagenes Buch.

### Moderne Hochzeitsringe
Jemenitische Goldschmiede haben sich mancherorts darauf spezialisiert, Hochzeitsringe zu fertigen, die den Konventionen der Halacha entsprechen, aber anstelle eines goldenen Reifs aus einer dekorativen Reihung hebräischer Buchstaben bestehen. Beliebte Bibelverse sind dabei:
- אני לדודי ודודי  לי „Ich gehöre meinem Geliebten, und mein Geliebter gehört mir.“ (Hoheslied 6,3. Hld 6,3 EU)
- ואהבת עולם אהבתיך „Mit ewiger Liebe liebe ich dich.“ (Jeremia 31,3. Jer 31,3 EU)